# Hloubětín
Hloubětín est un quartier pragois situé dans le nord-est de la capitale tchèque, appartenant à l'arrondissement de Prague 9, d'une superficie de 544,0 hectares est un quartier de Prague. En 2015, la population était de 11 761 habitants.
La première mention écrite de Hloubětín date du 1207. La ville est devenue une partie de Prague en 1922.